# 柴山昌也
柴山 昌也（しばやま まさや、2002年7月2日 - ）は、群馬県高崎市出身のプロサッカー選手。Jリーグ・セレッソ大阪所属。ポジションはミッドフィールダー（MF）。

## 略歴
大宮アルディージャのアカデミー出身。2020年9月27日、同期の大澤朋也と共に2021年よりトップチームに昇格することが発表された。10月23日、大澤と共に2種登録選手としてトップチームに登録された。12月2日、J2第38節の愛媛FC戦で途中出場しトップデビューを飾った。
2021年よりユースからトップチームに昇格。2月28日、開幕戦の水戸ホーリーホック戦で途中出場からプロ入り初ゴールを決めた。
2023年7月28日、セレッソ大阪に完全移籍で加入することが発表された。10月28日のリーグ戦、ガンバ大阪戦でJ1初出場初先発を飾り、1-0の完封勝利に貢献した。

## 所属クラブ
- 高崎FC中川
- 大宮アルディージャU-15
- 大宮アルディージャU-18（埼玉県立浦和北高等学校）
  - 2020年  大宮アルディージャ（2種登録選手）
- 2021年 - 2023年7月  大宮アルディージャ
- 2023年7月 -  セレッソ大阪

## 個人成績
| 国内大会個人成績 | 国内大会個人成績 | 国内大会個人成績 | 国内大会個人成績 | 国内大会個人成績 | 国内大会個人成績 | 国内大会個人成績 | 国内大会個人成績 | 国内大会個人成績 | 国内大会個人成績 | 国内大会個人成績 | 国内大会個人成績 |
| 年度             | クラブ           | 背番号           | リーグ           | リーグ戦         | リーグ戦         | リーグ杯         | リーグ杯         | オープン杯       | オープン杯       | 期間通算         | 期間通算         |
| 年度             | クラブ           | 背番号           | リーグ           | 出場             | 得点             | 出場             | 得点             | 出場             | 得点             | 出場             | 得点             |
| 日本             | 日本             | 日本             | 日本             | リーグ戦         | リーグ戦         | リーグ杯         | リーグ杯         | 天皇杯           | 天皇杯           | 期間通算         | 期間通算         |
| ---------------- | ---------------- | ---------------- | ---------------- | ---------------- | ---------------- | ---------------- | ---------------- | ---------------- | ---------------- | ---------------- | ---------------- |
| 2020             | 大宮             | 48               | J2               | 1                | 0                | -                | -                | -                | -                | 1                | 0                |
| 2021             | 大宮             | 48               | J2               | 31               | 1                | -                | -                | 1                | 0                | 32               | 1                |
| 2022             | 大宮             | 48               | J2               | 35               | 3                | -                | -                | 1                | 0                | 36               | 3                |
| 2023             | 大宮             | 48               | J2               | 27               | 4                | -                | -                | 2                | 1                | 29               | 5                |
| 2023             | C大阪            | 48               | J1               | 9                | 0                | -                | -                | -                | -                | 9                | 0                |
| 2024             | C大阪            | 48               | J1               | 28               | 1                | 1                | 0                | 2                | 0                | 31               | 1                |
| 通算             | 日本             | 日本             | J1               | 37               | 1                | 1                | 0                | 2                | 0                | 40               | 1                |
| 通算             | 日本             | 日本             | J2               | 94               | 8                | -                | -                | 4                | 1                | 98               | 5                |
| 総通算           | 総通算           | 総通算           | 総通算           | 131              | 5                | 1                | 0                | 6                | 0                | 138              | 5                |

- 2020年は2種登録選手
- Jリーグ初出場 - 2020年12月2日 J2 第38節 愛媛FC戦（NACK5スタジアム大宮）

## 代表歴
- 2018年 JFA U-16トレセン選抜
- 2020年 U-18日本代表
- 2021年 U-20日本代表
- 2022年 U-21日本代表